# Élections législatives de 1968 dans l'Aude
Les élections législatives françaises de 1968 se déroulent les 23 et 30 juin 1968. Dans le département de l'Aude, trois députés sont à élire dans le cadre de trois circonscriptions.

## Élus
| Circonscription | Député sortant | Parti | Parti       | Député élu ou réélu  | Parti | Parti       |
| --------------- | -------------- | ----- | ----------- | -------------------- | ----- | ----------- |
| 1re             | Georges Guille |       | FGDS (SFIO) | Georges Guille       |       | FGDS (SFIO) |
| 2e              | Francis Vals   |       | FGDS (SFIO) | Francis Vals         |       | FGDS (SFIO) |
| 3e              | Lucien Milhau  |       | FGDS (SFIO) | Jean-Pierre Cassabel |       | UDR         |

## Résultats

### Résultats à l'échelle du département
| Parti          | Parti                                           | Premier tour | Premier tour | Second tour | Second tour | Sièges |
| Parti          | Parti                                           | Voix         | %            | Voix        | %           | Sièges |
| -------------- | ----------------------------------------------- | ------------ | ------------ | ----------- | ----------- | ------ |
|                | Union pour la défense de la République          | 47 076       | 33,37        | 44 102      | 31,76       | 1      |
|                | Modérés                                         | 10 337       | 7,33         | 19 929      | 14,35       | 0      |
|                | Union des républicains de progrès               | 57 413       | 40,70        | 64 031      | 46,11       | 1      |
|                |                                                 |              |              |             |             |        |
|                | Section française de l'Internationale ouvrière  | 46 917       | 33,26        | 74 824      | 53,89       | 2      |
|                | Fédération de la gauche démocrate et socialiste | 46 917       | 33,26        | 74 824      | 53,89       | 2      |
|                |                                                 |              |              |             |             |        |
|                | Parti communiste français                       | 28 488       | 20,19        | Retrait     | Retrait     | 0      |
|                | Parti socialiste unifié                         | 4 446        | 3,15         |             |             | 0      |
|                | Progrès et démocratie moderne                   | 3 809        | 2,70         | 0           |             |        |
|                |                                                 |              |              |             |             |        |
| Inscrits       | Inscrits                                        | 173 968      | 100,00       | 173 927     | 100,00      | 3      |
| Abstentions    | Abstentions                                     | 29 775       | 17,12        | 30 879      | 17,75       |        |
| Votants        | Votants                                         | 144 193      | 82,88        | 143 048     | 82,25       |        |
| Blancs et nuls | Blancs et nuls                                  | 3 120        | 2,16         | 4 193       | 2,93        |        |
| Exprimés       | Exprimés                                        | 141 073      | 97,84        | 138 855     | 97,07       |        |

### Résultats par circonscription

#### Première circonscription (Carcassonne)
| Candidat       | Candidat                     | Parti          | Premier tour | Premier tour | Second tour | Second tour |  |
| Candidat       | Candidat                     | Parti          | Voix         | %            | Voix        | %           |  |
| -------------- | ---------------------------- | -------------- | ------------ | ------------ | ----------- | ----------- |  |
|                | Robert Vié                   | UDR (URP)      | 19 656       | 41,94        | 22 221      | 48,25       |  |
|                | Georges Guille sortant réélu | FGDS (SFIO)    | 13 213       | 28,19        | 23 831      | 51,75       |  |
|                | Félix Roquefort              | PCF            | 12 170       | 25,97        | Retrait     | Retrait     |  |
|                | André Melliet                | PSU            | 1 826        | 3,9          |             |             |  |
|                |                              |                |              |              |             |             |  |
| Inscrits       | Inscrits                     | Inscrits       | 57 858       | 100,00       | 57 847      | 100,00      |  |
| Abstentions    | Abstentions                  | Abstentions    | 9 657        | 16,69        | 10 172      | 17,58       |  |
| Votants        | Votants                      | Votants        | 48 201       | 83,31        | 47 675      | 82,42       |  |
| Blancs et nuls | Blancs et nuls               | Blancs et nuls | 1 336        | 2,77         | 1 623       | 3,4         |  |
| Exprimés       | Exprimés                     | Exprimés       | 46 865       | 97,23        | 46 052      | 96,6        |  |

#### Deuxième circonscription (Narbonne)
| Candidat       | Candidat                   | Parti          | Premier tour | Premier tour | Second tour | Second tour |  |
| Candidat       | Candidat                   | Parti          | Voix         | %            | Voix        | %           |  |
| -------------- | -------------------------- | -------------- | ------------ | ------------ | ----------- | ----------- |  |
|                | Francis Vals sortant réélu | FGDS (SFIO)    | 19 253       | 37,21        | 29 363      | 59,57       |  |
|                | René Fabrégat              | UDR (URP)      | 10 502       | 20,3         | Retrait     | Retrait     |  |
|                | André Castéra              | Modérés        | 10 337       | 19,98        | 19 929      | 40,43       |  |
|                | Jacques Slacik             | PCF            | 10 113       | 19,55        | Retrait     | Retrait     |  |
|                | Paul Maffre                | PSU            | 1 534        | 2,96         |             |             |  |
|                |                            |                |              |              |             |             |  |
| Inscrits       | Inscrits                   | Inscrits       | 63 659       | 100,00       | 63 644      | 100,00      |  |
| Abstentions    | Abstentions                | Abstentions    | 11 048       | 17,35        | 12 741      | 20,02       |  |
| Votants        | Votants                    | Votants        | 52 611       | 82,65        | 50 903      | 79,98       |  |
| Blancs et nuls | Blancs et nuls             | Blancs et nuls | 872          | 1,66         | 1 611       | 3,16        |  |
| Exprimés       | Exprimés                   | Exprimés       | 51 739       | 98,34        | 49 292      | 96,84       |  |

#### Troisième circonscription (Castelnaudary - Limoux)
| Candidat       | Candidat                 | Parti          | Premier tour | Premier tour | Second tour | Second tour |  |
| Candidat       | Candidat                 | Parti          | Voix         | %            | Voix        | %           |  |
| -------------- | ------------------------ | -------------- | ------------ | ------------ | ----------- | ----------- |  |
|                | Jean-Pierre Cassabel élu | UDR (URP)      | 16 918       | 39,84        | 21 881      | 50,29       |  |
|                | Lucien Milhau sortant    | FGDS (SFIO)    | 14 451       | 34,03        | 21 630      | 49,71       |  |
|                | Maurice Villanove        | PCF            | 6 205        | 14,61        | Retrait     | Retrait     |  |
|                | Henri Detours            | CD (PDM)       | 3 809        | 8,97         |             |             |  |
|                | Jean Coste               | PSU            | 1 086        | 2,56         |             |             |  |
|                |                          |                |              |              |             |             |  |
| Inscrits       | Inscrits                 | Inscrits       | 52 451       | 100,00       | 52 436      | 100,00      |  |
| Abstentions    | Abstentions              | Abstentions    | 9 070        | 17,29        | 7 966       | 15,19       |  |
| Votants        | Votants                  | Votants        | 43 381       | 82,71        | 44 470      | 84,81       |  |
| Blancs et nuls | Blancs et nuls           | Blancs et nuls | 912          | 2,1          | 959         | 2,16        |  |
| Exprimés       | Exprimés                 | Exprimés       | 42 469       | 97,9         | 43 511      | 97,84       |  |